# Angelo Perugini
Angelo Augusto Perugini (Jacutinga, 6 de abril de 1955- São Paulo, 1 de abril de 2021), más conocido como Angelo Perugini, fue un profesor y político brasileño afiliado al Partido Socialdemócrata (PSD).
Se desempeñó como alcalde de Hortolândia durante cuatro mandatos, hasta el día de su fallecimiento.

## Biografía
Dejó la casa de sus padres en Jacutinga, su ciudad natal en Minas Gerais, con poco más de diez años para dedicarse al sacerdocio.
Fue padre de tres niñas, así como seminarista y se desempeñó como maestro en el sistema escolar estatal. Llegó a Hortolândia en 1981, cuando el municipio pertenecía a Sumaré.
En esta trayectoria, fue coordinador de la Secretaría de Estado del Movimiento de Trabajadores Sin Tierra (MST). En 1985 fue candidato a diputado de estado. En 1986 fue concejal en Sumaré (1989/1992). Fue candidato a la alcaldía de Hortolândia (elecciones de 1992 y 2000), teniente de alcalde (1996/2000) y alcalde de la ciudad (2005/2012), por el Partido de los Trabajadores, al que dimitió el 1 de marzo de 2016. En 2014, ganó el escaño de diputado de estado tras recibir 94.174 votos.
Su mandato actual como alcalde de Hortolândia fue hasta el 1 de abril de 2021, cuando falleció.

## Vida personal
Era el hermano mayor de Agnaldo Perugini, exalcalde de Pouso Alegre y exmarido de Ana Perugini, exdiputada federal.
Falleció en São Paulo, el 1 de abril de 2021 a la edad de sesenta y cinco años, víctima del COVID-19.